# Malabar Princess
Pour l’article homonyme, voir Accident du Malabar Princess.
Pour plus de détails, voir Fiche technique et Distribution.
Malabar Princess est un film français de Gilles Legrand, tourné en 2003 et sorti en 2004.

## Synopsis

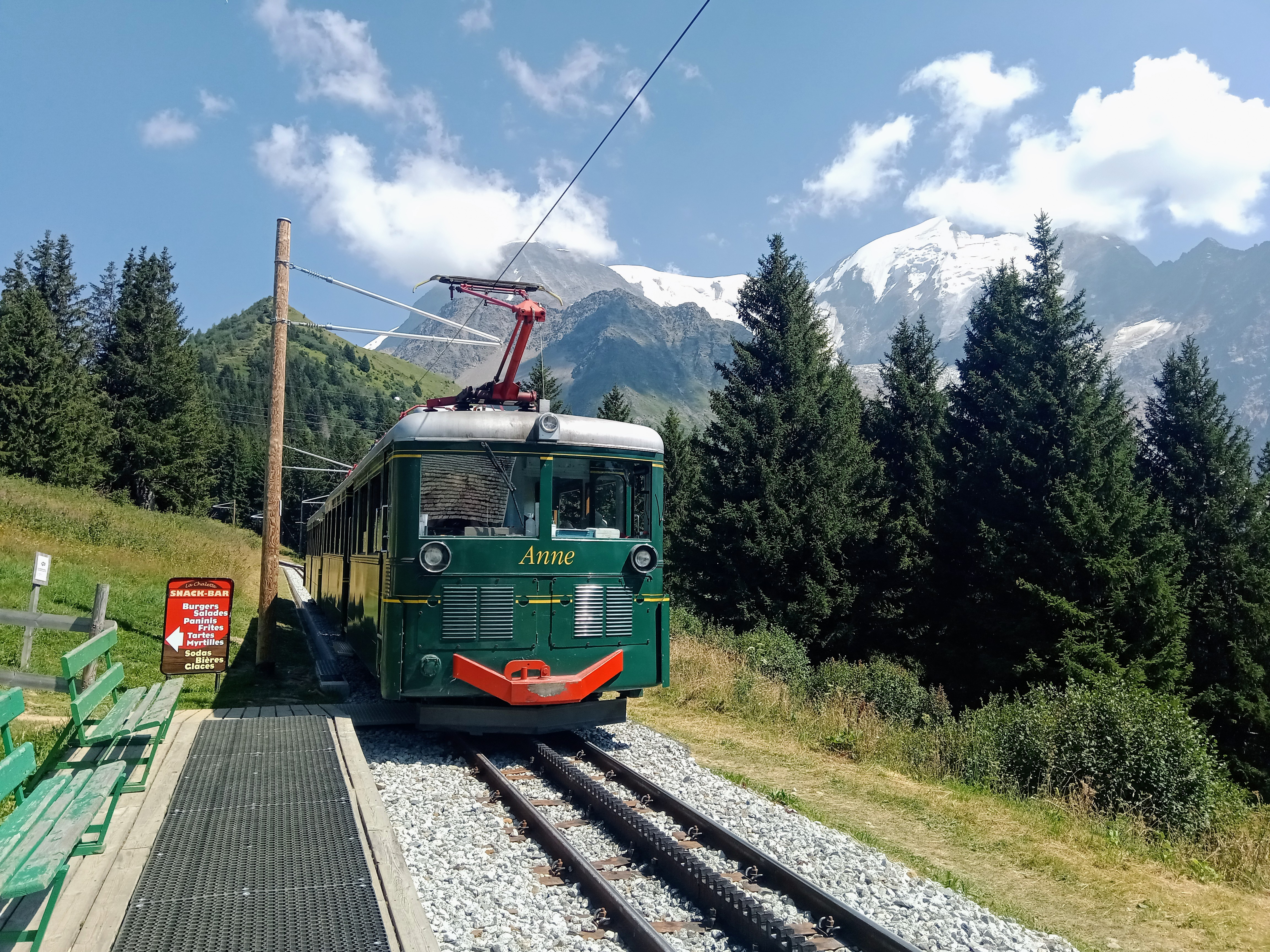
Le tramway du Mont-Blanc qui apparaît dans le film : ici, la rame Anne à l'arrêt Bellevue en descendant de la gare du Nid-d'Aigle.

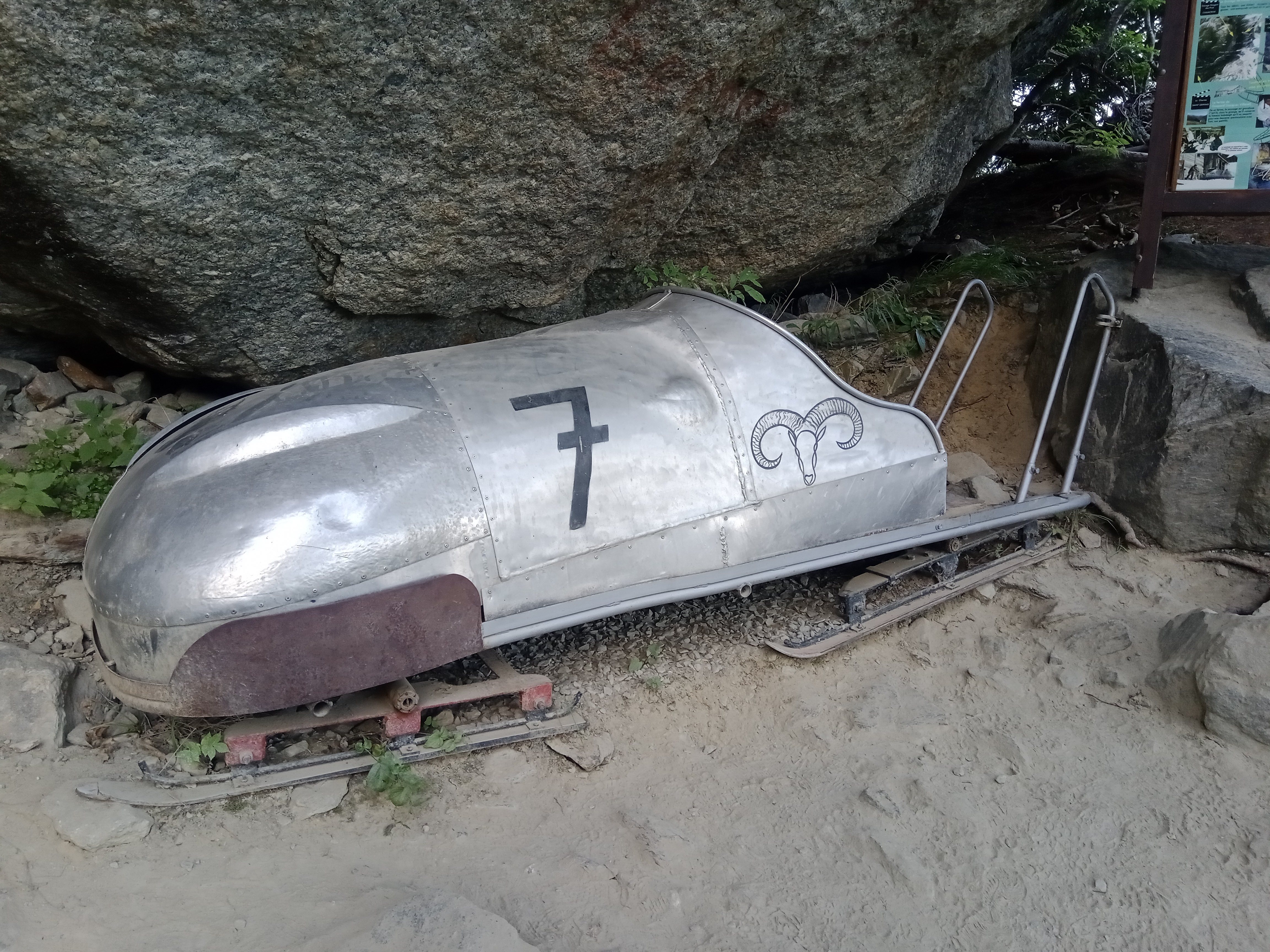
Bobsleigh utilisé par Jacques Villeret pendant le film et exposé au chalet du Glacier des Bossons.

Tom, huit ans, arrive chez son grand-père maternel Gaspard qui vit dans un chalet de montagne. Il est amené par son père Pierre, conducteur de TGV, qui doit repartir immédiatement au grand dam de Tom, qui comptait sur lui pour l'accompagner au premier jour d'école. Peu après, Robert, garagiste ami de Gaspard, arrive avec son 4x4. Alors que Tom est allé voir Marylin, la jument de Gaspard, il montre à ce dernier un pied congelé de femme indienne récupéré sur l'épave du Malabar Princess, qui s'est écrasé sur le Mont Blanc en 1950. La mère de Tom est morte cinq ans auparavant dans un accident de montagne, mais le garçon refuse de s'y résoudre, la considérant simplement comme "perdue" ou "disparue".
Le lendemain à l'école, Benoît, le neveu de Robert, dit à Tom qu'il pense que sa mère est vraiment morte, lui expliquant comment le glacier a broyé l'avion et les corps et parlant du pied retrouvé par son oncle, ce que confirme ce dernier quand il ramène Tom à la gare de départ du Tramway du Mont-Blanc où doit le récupérer Gaspard, qui conduit l'un des trains à crémaillère.
Lors d'un cours d'escalade, Benoît a ramené le pied dans un bocal pour le montrer à Tom, qui confirme qu'il n'appartient pas à sa mère. La maîtresse, horrifiée, confisque le bocal et part à la recherche de Tom, qui s'est enfui voir le PGHM dont il espère qu'ils retrouveront sa mère avec leur hélicoptère. Le gendarme sur place prend d'abord au sérieux cette disparition sur le secteur du glacier de Bionnassay et contacte ses collègues par radio, qui l'informent que Sophie Briscot, la mère de Tom, a disparu il y a cinq ans et que son mari est redescendu seul, estiment que ça ne servirait à rien d'entreprendre de nouvelles recherches aujourd'hui. Peu après, la maîtresse récupère Tom auprès des gendarmes, irrités d'avoir été mobilisés pour rien et d'avoir été traités de « petites fiottes » par le grand-père et son ami garagiste.  
Par la suite, à force de lectures de Tintin au Tibet et d'une comparaison entre des poulets endormis au congélateur et sa mère dans le glacier, Tom pense qu'il est de plus en plus certain qu'elle s'est endormie sans souffrir ni mourir, et qu'elle peut encore être retrouvée. Au garage de Robert, celui-ci montre à Tom des morceaux de l'avion retrouvés dans le glacier, ainsi qu'un vieux film d'actualités sur l'accident en 1950 ainsi que les recherches qui ont suivi. Robert montre également les plans du Malabar, indiquant les morceaux récupérés et la soute, où il pense qu'il y a un trésor. Il est convaincu qu'il y a des lingots et des bijoux à bord, car l'avion allait à Genève où un camion coffre-fort l'attendait.
Dans la cabane à côté du chalet, où Tom a retrouvé des affaires de sa mère, Gaspard essaie de lui faire comprendre qu'elle ne pourra être jamais retrouvée, mais cela ne laisse le garçon que plus confus encore. Par la suite, Tom fait par deux fois l'expérience de la mort, d'abord en regardant avec Benoît un corps ramené par les gendarmes après une avalanche, puis avec la mort de la jument Marilyn, qui a fait une hémorragie au moment de mettre bas. Il essaie avec Benoît de vendre un bracelet, trouvé dans la cabane et issu du Malabar, chez un bijoutier afin d'obtenir 2000 euros, le prix d'une heure d'hélicoptère, avant de se raviser et de partir avec le bijou quand le commerçant avait le dos tourné, appelant la maîtresse car ayant reconnu le bijou qu'elle lui avait fait expertiser avant de le rendre à Tom, qui lui avait offert. Au garage, alors que Tom voulait revoir le film sur l'avion, gaspard arrive et accuse Robert d'avoir obsédé Tom avec cette histoire, et disant ne veut plus jamais le revoir chez lui.
Tom et Benoît cherchent ensuite à aller jusqu'au glacier : la première fois de nuit en "empruntant" Marie, un des tramways (mais sont contraints de faire demi-tour sitôt arrivés au Nid d'Aigle), la deuxième fois en se glissant dans une caisse de ravitaillement acheminée par hélicoptère jusqu'à un refuge près du glacier. le gardien les y trouve et les garde pour la nuit, non sans leur avoir montré le glacier qu'il considère comme un "sanctuaire" , tombeau de plusieurs alpinistes et de la mère de Tom. Les gendarmes doivent venir chercher les garçons le matin, mais Tom décide pendant la nuit d'aller sur le glacier afin de l'« ouvrir » en y lançant un bâton de dynamite pris dans le 4x4 de Robert quelques jours plus tôt, afin d'espérer y retrouver sa mère. Le gardien, réveillé par l'explosion, scrute le glacier aux jumelles et trouve Tom sur le glacier, en état de choc.
Le garçon est ramené en hélicoptère à son grand-père et à son père revenu en catastrophe, et ce dernier se décide à raconter à son fils la vérité sur la disparition de sa mère. Cinq ans plus tôt, il était allé avec sa femme Sophie accompagner Gérard, le fils de Robert, pour aller prospecter un morceau d'épave de l'avion dans une crevasse. Pierre, qui n'est pas descendu, a remonté plusieurs sacs dont l'un plein de bijoux. Plus bas, Gérard trouve le corps d'un indien dans la carcasse. Alors que Sophie, ne voulant pas piller un tombeau, s'apprêtait à remonter, Gérard commence a entamer une paroi au chalumeau et provoque une explosion qui les tue sur le coup et bouche la crevasse. Désespéré, Pierre a fini par redescendre seul. Il n'a pas dit la vérité à Tom afin que sa mère ne soit pas vue comme une pilleuse d'épave, pour ne pas salir sa mémoire, mais regrette de ne pas lui avoir raconté plus tôt.
Tom finit par comprendre et, quelques jours plus tard, une cordée composée de Pierre, Gaspard, Tom et la maîtresse se rend sur le glacier à l'endroit supposé de la mort de Sophie, afin d'y ériger une pierre tombale sommaire avec un morceau de l'avion, permettant à Tom d'enfin faire son deuil, et de rendre les bijoux du Malabar Princess au glacier. Un hélicoptère du PGHM vient alors chercher Tom, pour l'emmener faire un tour au dessus du massif du Mont Blanc.

## Fiche technique
Sauf indication contraire, les informations mentionnées dans cette section peuvent être confirmées par la base de données cinématographiques IMDb,  présente dans la section « Liens externes ».
- Titre original : Malabar Princess
- Réalisation : Gilles Legrand
- Scénario : Gilles Legrand, Marie-Aude Murail et Philippe Vuaillat
- Musique : René Aubry et Andréa Sedlacockova
- Décors : Denis Renault
- Costumes : Sylvie de Segonzac
- Photographie : Yves Angelo
- Son : Anne Le Campion, Laurent Poirier
- Montage : Judith Rivière Kawa et Andrea Sedláčková
- Production : Frédéric Brillion
- Sociétés de production[1] : Epithète Films, en coproduction avec France 3 Cinéma et Rhône-Alpes Cinéma, avec la participation de Canal+, CinéCinéma, France 3, Centre Européen Cinématographique Rhône-Alpes, CNC, Banque populaire Images 4, Sogécinéma 2, Cofimage 14 et Gimages 6
- Sociétés de distribution[2] : Warner Bros. France (France) ; Warner Bros. Belgique (Belgique) ; TVA Films (Québec) ; JMH Distributions SA (Suisse romande)
- Budget : 5 319 634 €[3]
- Pays de production :  France
- Langue originale : français
- Format[4] : couleur - 35 mm - 2,35:1 (CinemaScope) - son Dolby Digital
- Genre : comédie, drame
- Durée : 94 minutes
- Dates de sortie[5] :
  - France, Suisse romande : 3 mars 2004[6]
  - Belgique : 24 mars 2004[7]
  - Québec : 25 février 2005[8]
- Classification[9] :
  - France : tous publics (conseillé à partir de 10 ans)[10],[11]
  - Belgique : tous publics (Alle Leeftijden)[7]
  - Québec : tous publics (G - General Rating)[8]
  - Suisse romande : interdit aux moins de 7 ans[12]

## Distribution
- Jules Angelo Bigarnet : Thomas Briscot, dit Tom
- Jacques Villeret :  Gaspard Dumontier, le grand-père de Tom
- Michèle Laroque : Valentine, la maîtresse d'école
- Claude Brasseur : Robert
- Clovis Cornillac : Pierre Briscot, le père de Tom
- Damien Jouillerot : Benoît, le neveu de Robert
- Urbain Cancelier : Gaston, un conducteur du Tramway du Mont-Blanc
- Fabienne Chaudat : Odette, la femme de Gaston
- George Claisse : le gardien du refuge
- Roland Marchisio : le bijoutier
- Patrick Ligardes : le gendarme Petit
- Franck Adrien : le gendarme à l'hélico
- Alexandre Brasseur : Gérard, le fils de Robert
- Julianne Loucq : Sophie Briscot, la mère de Tom
- Yves Lecoq : Voix de Jean-Pierre Foucault lors de la scène de Qui veut gagner des millions ?

## Tournage
Le film a principalement été tourné en décors naturels, dans et aux alentours du Massif du Mont-Blanc ;
- Plusieurs scènes ont été tournées devant la Gare de Saint-Gervais-les-Bains-Le Fayet, où se trouve également la gare de départ du Tramway du Mont-Blanc, a différents endroits de la voie et au Nid d'Aigle, à l'époque terminus de la ligne.
- Le chalet de Gaspard, interprété par Jacques Villeret, se trouve au sud ouest de Saint-Gervais-les-Bains, au lieu dit de La Charme (45° 52′ 33″ N, 6° 44′ 34″ E )[13].
- Les scènes à l'école ont été filmées à l'ancienne école primaire de Vallorcine, 347 Route des Confins du Valais[13] .
- La descente en bobsleigh a été filmée à La Plagne-Tarentaise[13].
- La bijouterie, qui a également servi à la scène au magasin d'optique, se trouve au 1 Avenue de la Sardagne, à Cluses[13].
- Les scènes à l'église ont été tournées dans celle des Contamines-Montjoie[13].

Pour la scène se passant dans la crevasse où se trouve un morceau de l'épave du Malabar Princess, Gilles Legrand ne voulait pas reconstituer le décor en studio. Il a donc utilisé la salle d'une ancienne itération de la Grotte de glace de la Mer de Glace (recreusée tous les ans à cause de l'avancement du glacier), demandant au glaciologue Luc Moreau de faire une crevasse artificielle, creusant depuis la surface du glacier jusqu'à la salle. Une fois la crevasse sculptée autant à la main que par les éléments, la fausse carcasse de l'avion a été descendue par hélicoptère au fond du trou.

## Bande originale
La bande originale du film fait entendre, à deux reprises, la romance sans paroles Chant du gondolier opus 30 no 6 de Félix Mendelssohn.

## Distinctions

### Nominations
- Festival international du film pour enfants d'Oulu 2004 : Prix Starboy pour Gilles Legrand[15].

## Commentaire
Le film montre abondamment les paysages du massif du Mont-Blanc. Le chemin de fer à crémaillère y tient un rôle important. La catastrophe du Malabar Princess a réellement eu lieu, le 3 novembre 1950. Il s'agissait d'un Lockheed Constellation assurant le vol 245 Air India, qui s'était écrasé à 4 700 mètres d'altitude. Deux des moteurs de l'appareil sont retrouvé à la surface du glacier des Bossons, l'un le 15 septembre 1989 vers 1 900 mètres d'altitude, le second le 16 juin 2001 à environ 1 500 mètres.